# Abdur Rahim
Pour les articles homonymes, voir Rahim.
Abdur Rahim né en 1953 et décédé le 15 août 2021 était un officier de l'armée bangladaise qui a occupé le poste de directeur général des services de renseignement de sécurité nationale (en) (NSI) de 2001 à 2005.

## Carrière
Abdur Rahim a été engagé dans l'armée bangladaise à Comilla en 1975.

## Accusations et condamnations

### Attaque à la grenade de Dacca
Le chef de la Ligue Awami, Sheikh Hasina, avait pris la parole lors d'un rassemblement public sur l'avenue Bangabandhu, pour protester contre les explosions dont ont été victimes les travailleurs du parti à Sylhet. Le rassemblement a attiré une foule de 20 000 personnes. Alors qu'Hasina terminait son discours, 13 grenades ont été lancées dans la foule depuis les toits des immeubles voisins, tuant au moins 16 personnes sur le coup, 24 sont morts au total. L'explosion a fait plus de 300 blessés. Parmi les morts figurent le garde du corps d'Hasina, Mahbubur Rahman, et le secrétaire aux affaires féminines de la Ligue Awami, Ivy Rahman (en), qui a succombé à ses blessures trois jours plus tard,.
Rahim a été inculpé dans l'attentat à la grenade de Dacca en 2004. Lutfozzaman Babar, alors ministre d'État aux affaires intérieures, Harris Chowdhury, secrétaire politique du premier ministre de l'époque, Khaleda Zia, Ali Ahsan Mohammad Mojaheed, secrétaire général de la Jamaat et ministre de la protection sociale de l'époque et le général de brigade Rezzakul Haider Chowdhury, directeur de la DGFI, ont orchestré l'attentat, selon l'acte d'accusation. L'implication de Tarique Rahman est également alléguée dans l'acte d'accusation.
En octobre 2018, Rahim et 18 autres personnes ont été reconnus coupables des accusations de meurtre par intention commune, de planification et d'association de malfaiteurs dans l'affaire de l'attentat à la grenade de Dacca en 2004. Ils ont été condamnés à la peine de mort.

### Vol d'armes et de munitions
Pendant le mandat du gouvernement dirigé par le Parti nationaliste du Bangladesh en 2004, il avait l'habitude de se rendre à Hawa Bhaban (en). Il a été condamné à mort dans l'affaire du transport de dix camions d'armes et de munitions à Chittagong. Il a demandé aux responsables de la NSI de superviser le déchargement des armes dans la jetée de Chittagong Urea Fertilizer Limited. Il a tenu plusieurs réunions avec le groupe ARY et l'Inter-Services Intelligence (ISI) concernant les armes au Bangladesh et à l'extérieur.

## Mort
Rahim est décédé le 15 août 2021 alors qu'il était sous traitement pour le COVID-19 au Shaheed Suhrawardy Medical College and Hospital, à Dacca, au Bangladesh. Il avait été admis à l'hôpital le 31 juillet après avoir été testé positif au COVID-19 à la prison centrale de Kashimpur.